# I figli del secolo (film 1999)
I figli del secolo è un film del 1999 diretto da Diane Kurys.
La pellicola, che ha per protagonisti Juliette Binoche e Benoît Magimel, è una biografia romanzata e centrata soprattutto sulla storia d'amore che George Sand ebbe con Alfred de Musset; la sceneggiatura di questo film è tratta dalla corrispondenza epistolare dei due scrittori.